# OTE
OTE este o companie de telecomunicații din Grecia, cu sediul la Atena. Cu diverse subsidiare, în special în Europa, OTE a avut în 2006 o cifră de afaceri de 5,891 miliarde €. Statul grec deține 5% din acțiunile companiei iar Deutsche Telekom 45%.
Între anii 1998-2003, OTE a achiziționat 54,01% din acțiunile Romtelecom de la Statul Român, pentru care a plătit 675 milioane USD.
În luna mai 2008, Deutsche Telekom a convenit să preia de la Marfin Investment Group 20% din OTE pentru 2,55 miliarde Euro și 3% de la statul grec, pentru 422,3 milioane euro. Operatorul german va prelua de pe piață încă minimum 2% din acțiunile OTE, pentru a ajunge să dețină 25% și a asigura managementul operatorului elen.
OTE este prezent în Grecia, Albania, Macedonia și România.